# Maly Trostenets

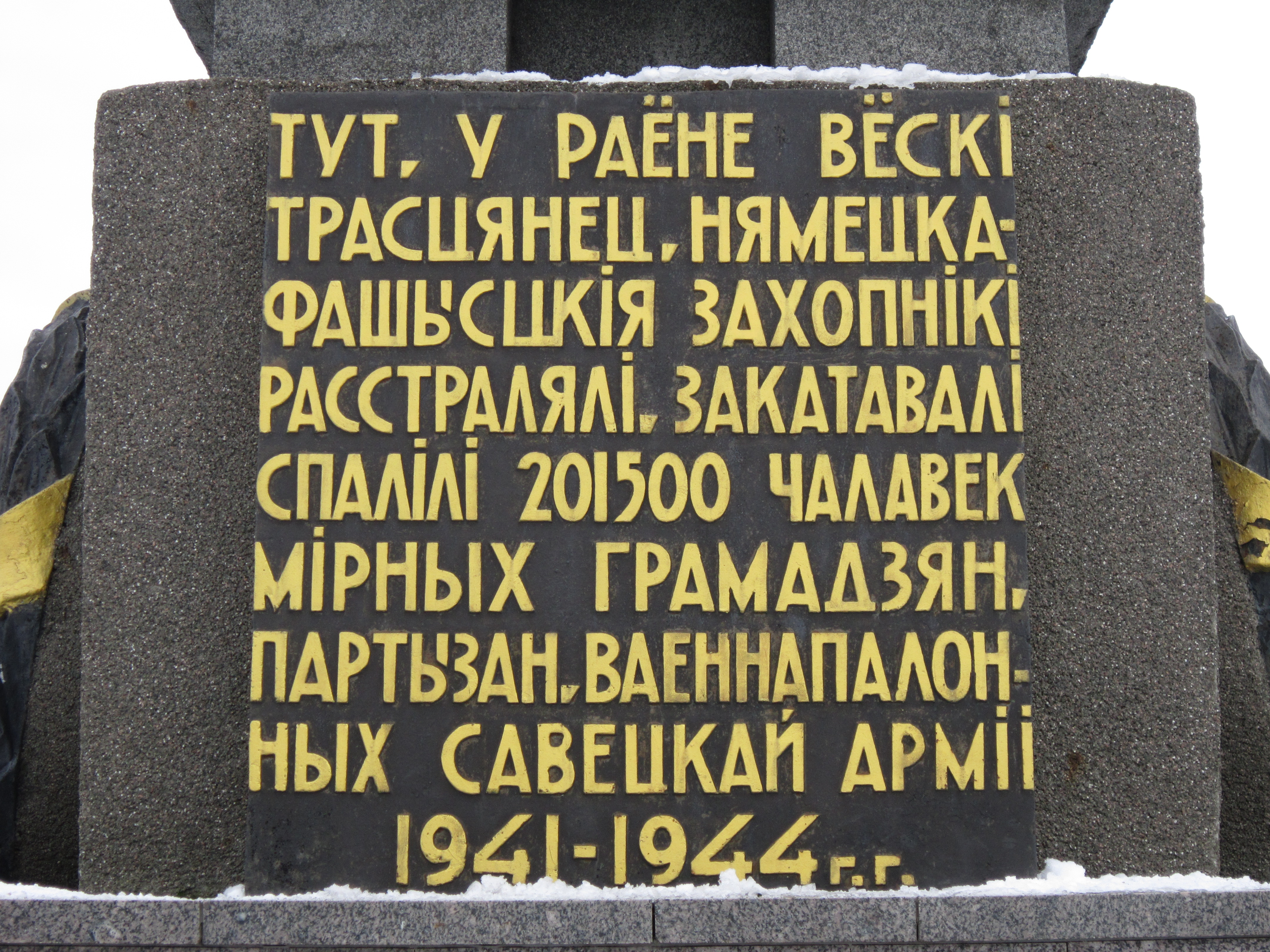
A placa diz: "Aqui, perto da vila de Trastsianets, invasores nazistas atiraram, torturaram e queimaram mais de 201.500 civis, guerrilheiros e prisioneiros de guerra do Exército Soviético." A quantidade de mortes é controversa.

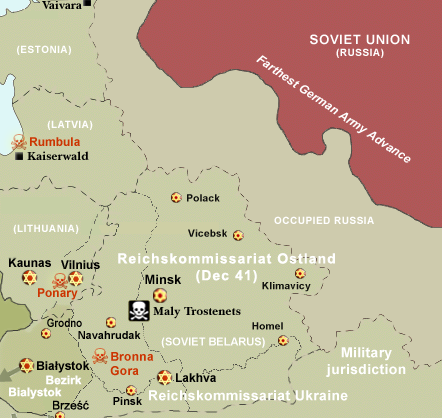
Localização de Maly Trostinets.

O Maly Trostinets ou Campo de extermínio de Trostinets,  foi um campo de extermínio nazista localizado perto da vila de Maly Trostinets nos arredores de Minsk na Reichskommissariat Ostland durante a Segunda Guerra Mundial. Foi operado de julho de 1942 a outubro de 1943, quando os últimos judeus de Minsk foram assassinados e enterrados no local. O campo foi libertado pelo Exército Soviético em 7 de junho de 1944. Estimativas da quantidade de pessoas mortas varia de quarenta mil a duzentos mil . Yad Vashem estima em 65 mil o número de judeus mortos.